# Moyen coréen
Le moyen coréen (중세 국어 en hangul et 中世國語 en hanja) est le coréen tel qu'il était parlé entre le Xe siècle et le XVIe siècle. Cette langue est basée sur le dialecte du Kaesong car la capitale y a été déplacée par la dynastie Koryŏ[réf. souhaitée].

## Exemples
Voici quelques exemples avec le mot en coréen actuel :
- 굴에 (kwuley) ⇒ 굴레 (gulle) : bride.
- 구룸 (kwulwum) ⇒ 구름 (gureum) : nuage.
- 갈아디다 (kalatita) ⇒ 갈라지다 (gallajida) : diviser.
- 괴오다 (kwoywota) ⇒ 괴다 (goeda) : supporter.